# Anaspis saharaensis
Anaspis saharaensis es una especie de coleóptero de la familia Scraptiidae.

## Distribución geográfica
Habita en Marruecos.